# Юнес Сармастідізаї
Юнес Сармастідізаї (перс. یونس سرمستی; нар. 4 квітня 1994, Мелекан, Східний Азербайджан) — іранський борець вільного стилю, бронзовий призер чемпіонату Азії, дворазовий володар Кубків світу.

## Життєпис
Боротьбою почав займатися з 2005 року. У 2011 році став бронзовим призером чемпіонату Азії серед кадетів. Того ж року такого ж результату досяг на чемпіонаті світу серед кадетів. У 2013 році виборов чемпіонський титул на чемпіонаті світу серед юніорів. Чемпіон світу серед студентів 2016 року.
Виступає за борцівський клуб «Валіас», Мелекан, у складі якого став срібним призером клубного чемпіонату світу 2016 року. Тренер — Мухамед Сармастідізаї.

## Спортивні результати на міжнародних змаганнях

### Виступи на Чемпіонатах Азії
| Змагання                       | Збірна | Вагова категорія          | Місце  |
| ------------------------------ | ------ | ------------------------- | ------ |
| Чемпіонат Азії з боротьби 2015 | Іран   | вільна боротьба, до 57 кг | Бронза |
| Чемпіонат Азії з боротьби 2016 | Іран   | вільна боротьба, до 57 кг | 5      |

### Виступи на Кубках світу
| Змагання                    | Збірна | Вагова категорія          | Місце  |
| --------------------------- | ------ | ------------------------- | ------ |
| Кубок світу з боротьби 2015 | Іран   | вільна боротьба, до 57 кг | Золото |
| Кубок світу з боротьби 2017 | Іран   | вільна боротьба, до 57 кг | Золото |

### Виступи на інших змаганнях
| Змагання                                        | Збірна | Вагова категорія          | Місце  |
| ----------------------------------------------- | ------ | ------------------------- | ------ |
| Кубок Тахті 2013                                | Іран   | вільна боротьба, до 55 кг | 8      |
| Турнір Дмитра Коркіна 2013                      | Іран   | вільна боротьба, до 55 кг | Бронза |
| Кубок Тахті 2014                                | Іран   | вільна боротьба, до 57 кг | 5      |
| Золотий Гран-прі з боротьби 2014 (Баку)         | Іран   | вільна боротьба, до 57 кг | 7      |
| Турнір Дмитра Коркіна 2014                      | Іран   | вільна боротьба, до 57 кг | Бронза |
| Кубок Тахті 2015                                | Іран   | вільна боротьба, до 57 кг | Золото |
| Золотий Гран-прі з боротьби 2015                | Іран   | вільна боротьба, до 57 кг | 7      |
| Кубок Тахті 2016                                | Іран   | вільна боротьба, до 57 кг | Золото |
| Чемпіонат світу з боротьби серед студентів 2016 | Іран   | вільна боротьба, до 57 кг | Золото |
| Клубний чемпіонат світу з боротьби 2016         | Іран   | команда                   | Срібло |
| Ігри ісламської солідарності 2017               | Іран   | вільна боротьба, до 57 кг | 5      |
| Клубний чемпіонат світу з боротьби 2017         | Іран   | команда                   | 8      |

### Виступи на змаганнях молодших вікових груп
| Змагання                                      | Збірна | Вагова категорія          | Місце  |
| --------------------------------------------- | ------ | ------------------------- | ------ |
| Чемпіонат Азії з боротьби серед кадетів 2011  | Іран   | вільна боротьба, до 46 кг | Бронза |
| Чемпіонат світу з боротьби серед кадетів 2011 | Іран   | вільна боротьба, до 46 кг | Бронза |
| Чемпіонат Азії з боротьби серед юніорів 2013  | Іран   | вільна боротьба, до 55 кг | 5      |
| Чемпіонат світу з боротьби серед юніорів 2013 | Іран   | вільна боротьба, до 55 кг | Золото |